# Formigny
Formigny (wymowaⓘ) – miejscowość i dawna gmina we Francji, w regionie Normandia, w departamencie Calvados. W 2013 roku liczba ludności wynosiła 245 mieszkańców. 
W dniu 1 stycznia 2017 roku z połączenia czterech ówczesnych gmin – Aignerville, Écrammeville, Formigny oraz Louvières – utworzono nową gminę Formigny-la-Bataille. Siedzibą gminy została miejscowość Formigny. 